# Змішаний об'єм
Змішаний об'єм в опуклій геометрії — невід'ємне число, яке співставляється набору з {\displaystyle n} опуклих тіл в {\displaystyle n}-мірному Евклідовому просторі. Число залежить від розмірів тіл та їх взаємного положення.
Змішаний об'єм набору {\displaystyle K_{1},K_{2},\dots ,K_{n}} зазвичай позначається як
{\displaystyle V(K_{1},K_{2},\dots ,K_{n})}.

## Визначення
Нехай {\displaystyle K_{1},K_{2},\dots ,K_{n}} набір з {\displaystyle n} опуклих тіл в {\displaystyle \mathbb {R} ^{n}}
і {\displaystyle \lambda _{1},\lambda _{2},\dots ,\lambda _{n}} додатних дійсних чисел.
Позначимо через {\displaystyle v(\lambda _{1},\lambda _{2},\dots ,\lambda _{n})} об'єм тіла
{\displaystyle \lambda _{1}\cdot K_{1}+\lambda _{2}\cdot K_{2}+\dots +\lambda _{n}\cdot K_{n},}
де "{\displaystyle +}"означає суму Мінковського і
{\displaystyle \lambda _{i}\cdot K_{i}=\{\,\lambda \cdot x\mid x\in K_{i}\,\}.}
Функція {\displaystyle v(\lambda _{1},\lambda _{2},\dots ,\lambda _{n})} є однорідним многочленом степені {\displaystyle n}. Коефіцієнт цього многочлена при {\displaystyle \lambda _{1}\cdot \lambda _{2}\cdot \dots \cdot \lambda _{n}}
за визначенням дорівнює {\displaystyle n!\cdot V(K_{1},K_{2},\dots ,K_{n})}.
Зауважимо, що
{\displaystyle v(\lambda _{1},\lambda _{2},\dots ,\lambda _{n})=\sum _{i_{1},\dots ,i_{n}=1}^{n}V(K_{i_{1}},K_{i_{2}},\dots ,K_{i_{n}})\cdot \lambda _{i_{1}}\cdot \lambda _{i_{2}}\cdot \dots \cdot \lambda _{i_{n}}.}

## Властивості
- Для довільних невід'ємних чисел {\displaystyle \lambda _{1},\lambda _{2},\dots ,\lambda _{n}},
{\displaystyle V(\lambda _{1}\cdot K_{1},\lambda _{2}\cdot K_{2},\dots ,\lambda _{n}\cdot K_{n})=\lambda _{1}\cdot \lambda _{2}\cdot \dots \cdot \lambda _{n}\cdot V(K_{1},K_{2},\dots ,K_{n})}
- Змішаний об'єм інваріантний відносно паралельних переміщень тіл в наборі.
- Змішаний об'єм монотонний з включенням тіл.
- Змішаний об'єм неперервний відносно метрики Гаусдорфа.
- Змішаний об'єм невід'ємний.
  - Більше того, {\displaystyle V(K_{1},K_{2},\dots ,K_{n})>0} тільки тоді, коли в кожному {\displaystyle K_{i}} можна провести по відрізку так, щоб ці відрізки були

лінійно незалежні.
- Для невід'ємного цілого {\displaystyle k\leqslant n} змішаний об'єм {\displaystyle n-k} копій опуклого тіл {\displaystyle K} в {\displaystyle \mathbb {R} ^{n}} і {\displaystyle k} копій одиничної кулі виражається через {\displaystyle k}-у середню поперечну міру {\displaystyle K}. Зокрема
  - Змішаний об'єм набору з {\displaystyle n} копій {\displaystyle K} дорівнює звичайному об'єму {\displaystyle K}.
  - Змішаний об'єм набору з {\displaystyle n-1} копій {\displaystyle K} і одиничної кулі дорівнює площі поверхні {\displaystyle K}.
- Типове число рішень системи поліноміальних рівнянь {\displaystyle f_{1}=f_{2}=\dots =f_{n}=0} дорівнює змішаному об'єму многокутників Ньютона[en]{\displaystyle f_{i}}.
- нерівність Мінковського
{\displaystyle V^{n}(K,L,\dots ,L)\geqslant V(K)\cdot V^{n-1}(L)}
- нерівність Александрова — Фенхеля
{\displaystyle V(K_{1},K_{2},K_{3},\ldots ,K_{n})\geqslant {\sqrt {V(K_{1},K_{1},K_{3},\ldots ,K_{n})\cdot V(K_{2},K_{2},K_{3},\ldots ,K_{n})}}.}